# Нови цаснік
«Но́ви ца́снік» (н.-луж. Nowy Casnik, укр. Нова газета) — щотижнева газета, яка виходить нижньолужицькою і німецькою мовами. Вшанована премією імені Якуба Цішинського. Друкується у видавництві «Домовіна (видавництво)».

## Історія
Сучасна газета є наступницею першого журналу нижньолужицькою мовою «Bramborski Serbski Casnik», перший номер якого вийшов друком 5 липня 1848 року з ініціативи католицького священика Мато Новки, який редагував газету до 1852 року. Від 1852 року редактором газети був Кіто Панк. 1863 року головним редактором став Кіто Швєля. 1880 року видання було перейменовано на «Bramborske Nowiny». Від 1885 до 1915 року видання виходило під назвою «Bramborske Casnik». Кіто Швеля був головним редактором газети до 1915 року. Від 1880 до 1883 рік співредактором газети був нижньолужицький поет Мато Косик. Від 1916 до 1922 року редактором газети був Богуміл Швєля, за якого газета від 1921 до 1922 року виходила під назвою «Serbski Casnik».
Від 1923 року головною редакторкою газети була Міна Віткойц. За її керівництва тираж досяг 1200 примірників. Від 1931 до 1933 року редактором газети був Фрицо Роха. Від 1933 року газета перейшла у володіння організації «Bramborskeje Kube», яка стала друкувати на її сторінках пропагандистські націоналістичні тексти. Влітку 1941 року видання газети «Bramborske Nowiny» було заборонено.
3 грудня 1947 року з ініціативи Богуміла Швелі було відновлено видання газети під сучасною назвою. Газета видавалася під патронажем культурно-національного лужицького товариства Домовіна. Виходила як додаток до газети верхньолужицькою мовою «Nowa doba». Від 1954 року стала самостійним виданням.
1974 року колектив газети був відзначений премією імені Якуба Цішинського.
1977 року на пенсію вийшов головний редактор газети Вилем Бєро, для якого нижньолужицька мова була рідною. Від 2005 до 2020 року головним редактором газети був поляк Гжегож Вечорек, який змінив на посту журналіста Хорста Адама. Від 2020 року головним редактором газети є Віктор Закар (Viktor Zakar).

## Редактори
- Міна Віткойц (1923—1931).
- Фрицо Роха (1931—1933).
- Вилем Бєро (1955—1977).
- Хорст Адам (1992—2005).
- Гжегож Вечорек (2005—2020).
- Віктор Закар (від 2020).